# Dactilografie

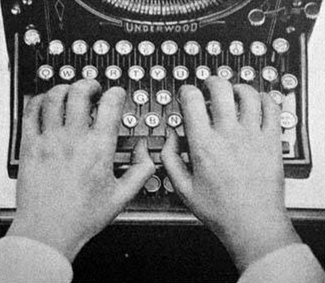
Poziția de bază a degetelor pe o mașină de scris la mijlocul secolului al XX-lea (tastatură QWERTY).

Dactilografia (din greaca veche „δάκτυλος“ (deget) și „γραφή“ (scris, grafie)) este actul de a scrie un text pe o tastatură (a unei mașini de scris sau a unui calculator). Persoana care practică dactilografia, ca hobby sau ca meserie, este un sau o dactilograf/ă. Practicarea acestei meserii necesită folosirea celor zece degete cu viteză, fluiditate și precizie; în același timp nu trebuie să se uite la taste, ci să țină ochii asupra textului de transcris. Amatorii pot folosi doar două degete în loc de zece, cum este cazul majorității oamenilor care dactilografiază fără să fie de meserie.  
Utilizarea celor zece degete necesită într-adevăr o metodă și un timp de învățare mai lung și este mult mai puțin spontană. Folosirea a două degete nu este recomandată pentru sănătate (traumă scheletică, durere) și este mult mai puțin eficientă atât în ceea ce privește viteza, cât și confortul.

## Avantaje
O bună dexteritate într-un post de muncă ergonomică reduce oboseala și uzura: dexteritatea cruță ochii și gâtul dacă ne uităm constant la ceea ce se întâmplă pe ecran sau pe hârtie și nu la taste. Se evită anumite tulburări musculare pe care le pot genera obiceiurile proaste de dactilografiere, de exemplu distribuind în mod egal încărcătura fiecărui deget pe ansamblul tastelor.

## Metode de tastare
Metodele de învățare a dactilografierii recomandă afișarea unei machete de tastatură la nivelul ochilor. Ne uităm la ea ca să ne obișnuim să tastăm „orbește”.
Cel mai adesea, pentru a accelera viteza de scriere, practica în sine este cea care în cele din urmă dă roade. Această viteză este măsurată în număr de cuvinte sau caractere pe minut.
Există mai multe metode, site-uri și programe software pentru a perfecționa această memorie a mușchilor și a pipăitului.
Metoda repetiției
Unii experți recomandă dactilografierea următoarei fraze de cel puțin 10 ori pe zi: „Portez ce vieux whisky au juge blond qui fume”. Într-adevăr, această frază este cea mai cunoscută pangramă, fără a fi cea mai scurtă. Scriind-o de cel puțin 10 ori pe zi cât de repede posibil, se ating toate literele de pe tastatură. Și repetarea zilnică ajută memoria să înregistreze pozițiile diferite ale literelor de pe tastatură. O problemă ar fi că durează mult.

## Ergonomia tastaturii
Aproape toate tastaturile de calculator au două repere în relief plasate pe tastele care trebuie să fie amplasate sub cele două degete arătătoare, în poziția inițială pe rândul de bază, de repaus. Aceste repere în relief permit plasarea și replasarea degetelor pe tastatură fără a fi privite, folosind doar atingerea ambelor degete arătătoare. Acest lucru face posibil să nu se lase ecranul din ochi și, astfel, să continue concentrarea pe caracterele care apar pe ecran.
Pe tastatura telefonică, atât mobilă, cât și fixă, există un reper pe tasta 5, care este obligatoriu, deoarece permite persoanelor cu deficiențe de vedere (nevăzători și persoane cu deficiențe de vedere) să utilizeze mai ușor telefoanele.

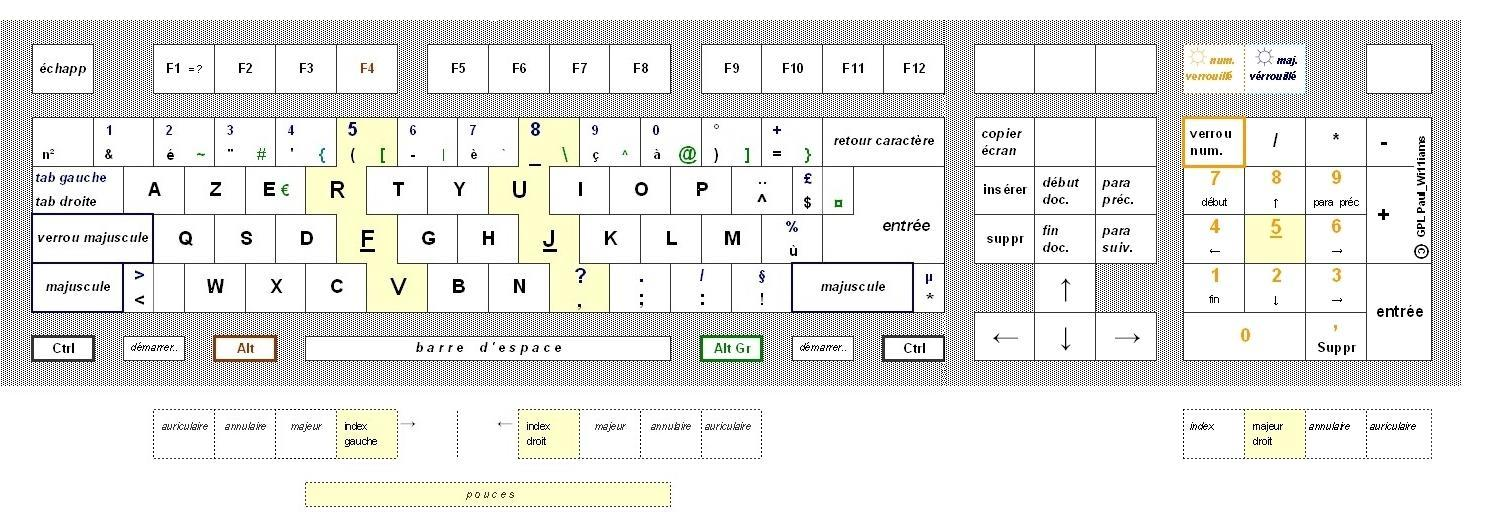
Localizarea cheilor unei tastaturi AZERTY.

## Istorie

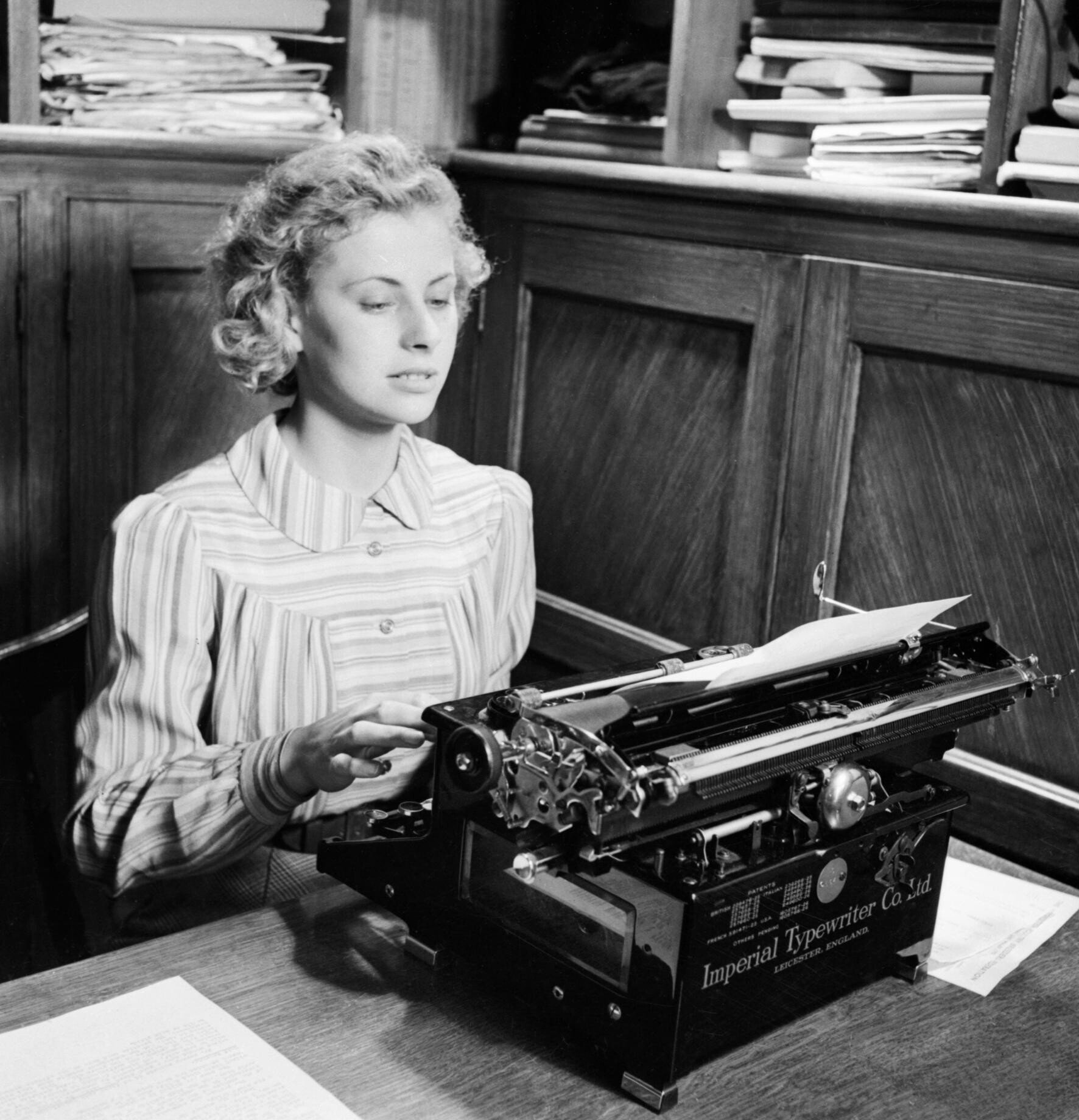
Iris Joyce, dactilografă, 1942, înainte de a deveni membră a Women's Land Army.

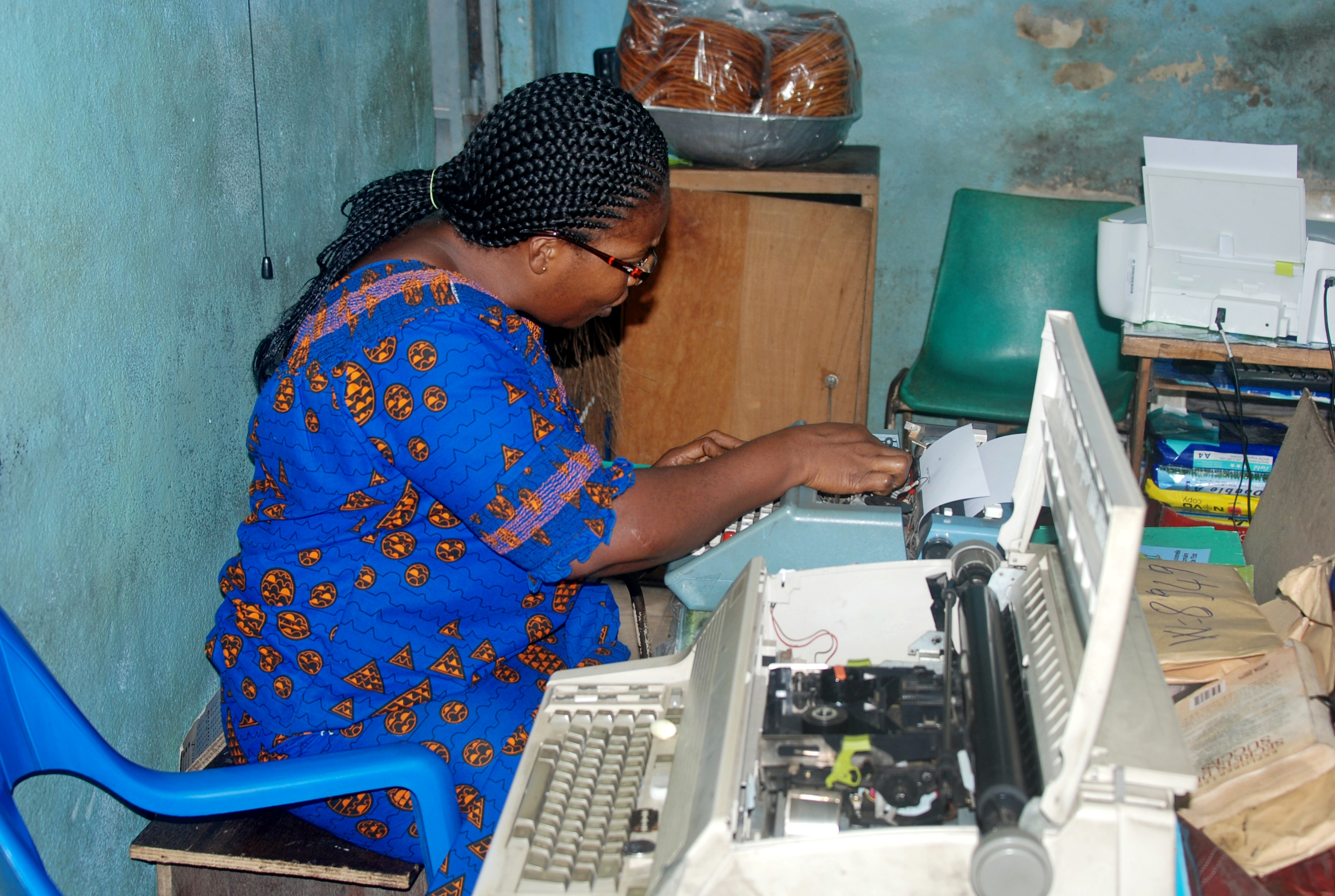
O dactilografă din Abidjan, Coasta de Fildeș.

Meseria de dactilograf a apărut la sfârșitul secolului al XIX-lea, devenind larg răspândită în perioada Belle Époque, odată ce a început producția de masă a mașinilor de scris în Statele Unite la sfârșitul anilor 1880. Asociat cu meseria de stenograf, ea a constat, în principiu, la început, în scrierea notelor stenografiate, uneori chiar în transcrierea înregistrărilor pe dictafoane (de exemplu la Sears, Roebuck și Company din Chicago). De aceea, cercurile jurnalistice și stenografii responsabili de transcrierea dezbaterilor parlamentare au fost primii care au adoptat mașini de scris. La început, primele mașini de scris au fost folosite mai mult pentru tipărirea acasă decât pentru scrierea rapidă (scriitorul Mark Twain a fost unul dintre primii care a cumpărat o mașină de scris). Dar, treptat, a fost admisă mecanizarea scrisului, importanța unei scrieri frumoase fiind tot mai mică.
Inițial, acest proces de emergență a dactilografiei a fost început de comunitatea de afaceri, cu aplicarea taylorismului în organizarea birourilor, teoretizată, de exemplu, de William Leffingwell sau de cuplul Gilbreth (autori ai romanului autobiografic Treisprezece la duzină). Apoi, s-a răspândit în administrație, în timp ce meseria de dactilograf era supusă, încă din anii 1910, unei standardizări, concomitent cu cea a mașinilor de scris. Au fost inventate metode de învățare a dactilografierii, până când metoda cu zece degete, fără a se uita la tastatură, a prevalat (primele metode foloseau doar două sau trei degete). În același timp, tastaturile au fost standardizate, într-o procedură care nu exclude un anumit naționalism. Unele propuneri intră astfel în uitare, cum ar fi tastatura ZHJAYSCPG a lui Albert Navarre, autorul tratatelor de dactilografie sau dispunerea Dvorak care nu reușește să se impună în fața tastaturii QWERTY.

### Standardizare
Acest proces de standardizare, care afectează Europa după Primul Război Mondial, este asociat cu automatizarea birourilor ca metodă de organizare a lucrărilor de birou, prin crearea spațiilor și a mobilierului specifice (scaunul Flambo, Burodactyl etc.), de dragul ergonomiei și a creșterii productivității dactilografilor. Aceste îmbunătățiri sunt publicate de Revue dactylographique et mécanique, Mon Bureau (a lui Gaston Lavisse) sau System (a lui Arch Shaw), în timp ce instituții de formare sunt înființate în întreaga lume.
Meseria s-a feminizat în același timp cu deteriorarea acesteia în contextul creșterii „organizării sale științifice”. Plătite anterior la săptămână sau la lună, stenografele-dactilografe au fost plătite cu un sistem de bonusuri și amenzi pentru erorile de scriere și alte erori. Întreprinderile mari au creat camere întregi dedicate mașinilor de scris, centralizând această funcție, esențială pentru comanda prin poștă care a fost pionieră în acest domeniu.

### Concursurile de viteză
Concursurile de viteză au fost organizate la începutul secolului al XX-lea cu scop atât publicitar, cât și de legitimare a managementului științific. În Franța, primul este organizat în 1889 de Georges Buisson, stenograf la Adunarea Națională. În 1911, cel de-al doilea concurs din Franța a fost câștigat de dactilografe care au scris pe o mașină Typo.

### Intersteno
În prezent, Campionatele Mondiale de Tastare sunt organizate la fiecare doi ani de către Federația Internațională pentru Prelucrarea Informațiilor și Comunicațiilor (abreviată Intersteno) la congresele sale bienale. Această federație a fost creată la Londra în 1887, sub numele de Intersteno. Primul congres a fost preocupat doar de notare (stenografie), concursurile (de stenografie) au apărut mai târziu, iar apoi, pe măsură ce tehnica de scriere a mașinii de scris se răspândea din ce în ce mai mult, competițiile de viteză au fost adăugate la începutul secolului al XX-lea
Din 2003, această federație organizează, în fiecare an, o competiție internațională de dactilografie, prin Internet, cu absolvire; la aceste campionate internaționale, unii candidați dactilografiază în 16 limbi diferite. La a 12-a ediție a acestui concurs internațional care s-a încheiat la 9 mai 2014, un concurent italian, Carlo Parisi, a bătut recordul tastării timp de 10 minute prin Internet, obținând un scor de 969 de caractere pe minut și zero erori.

## În cultură
- În filmul Populaire[7] Rose Pamphyle (interpretată de actrița Déborah François) este o dactilografă campioană în 1959. Printre figurantele acestui film, găsim mai multe concurente de la campionatele Intersteno: belgiene (Amandine Raths și Laurence Defawe) și cehe (antrenate de Helena Matoušková).